# Perezia
Perezia är ett släkte av korgblommiga växter. Perezia ingår i familjen korgblommiga växter.

## Bildgalleri

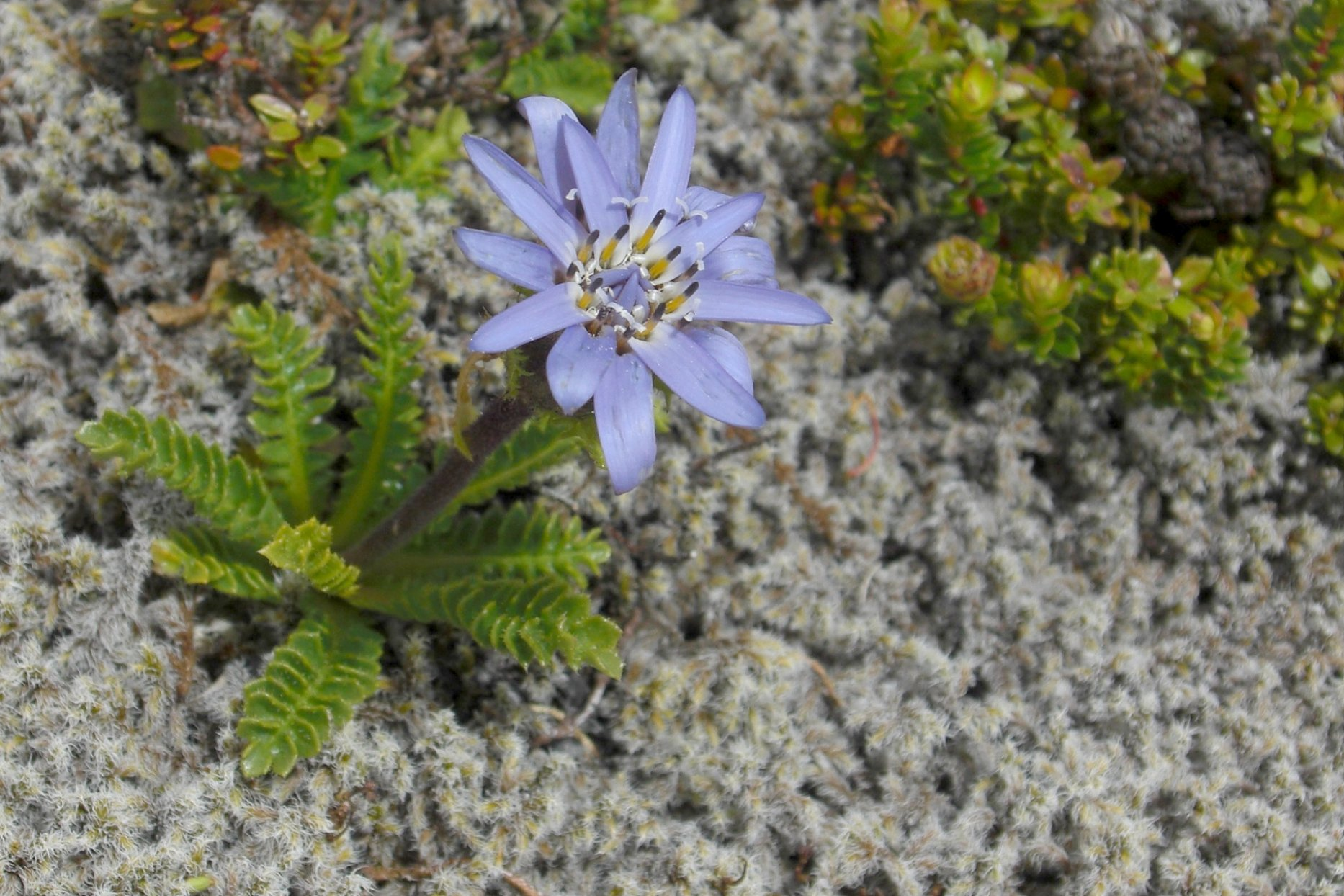
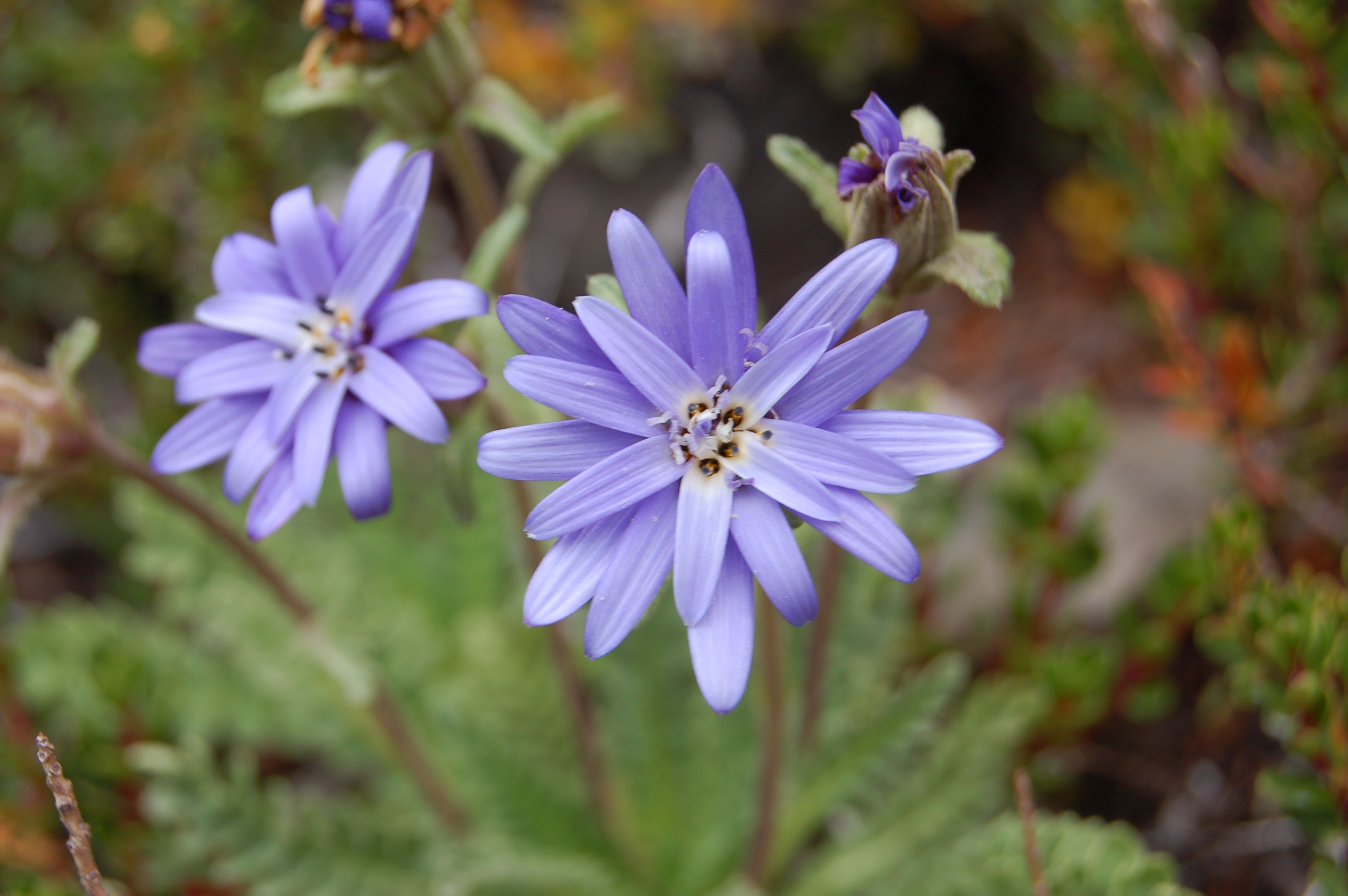
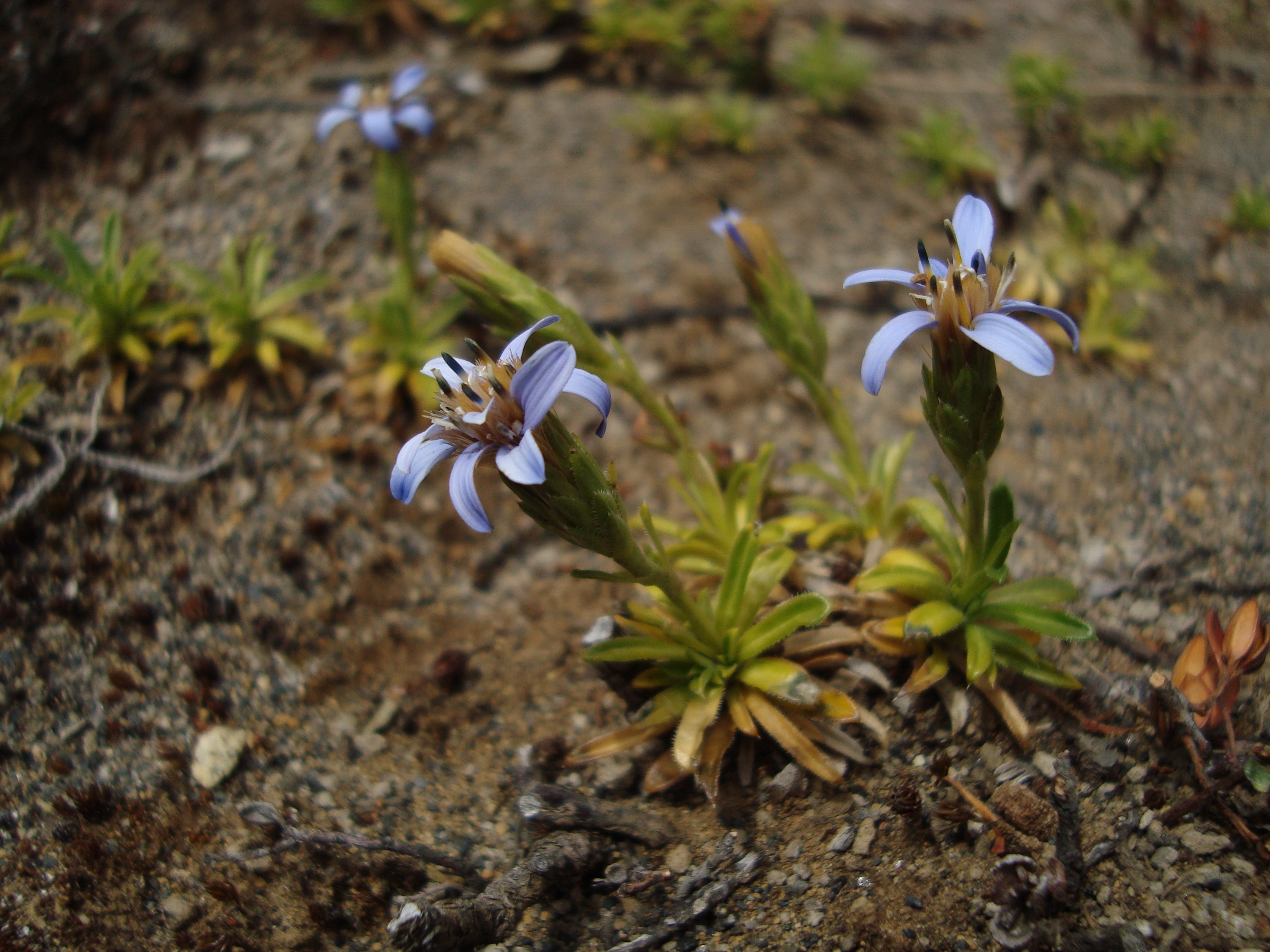
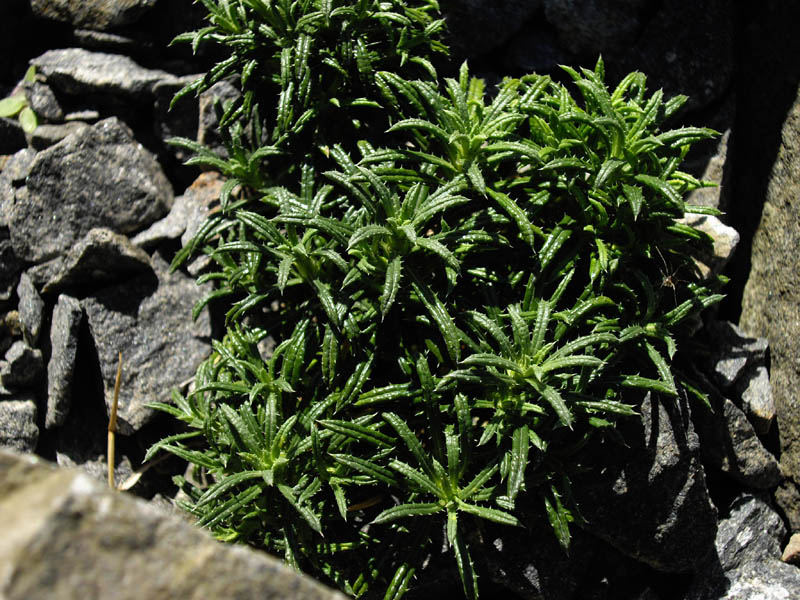
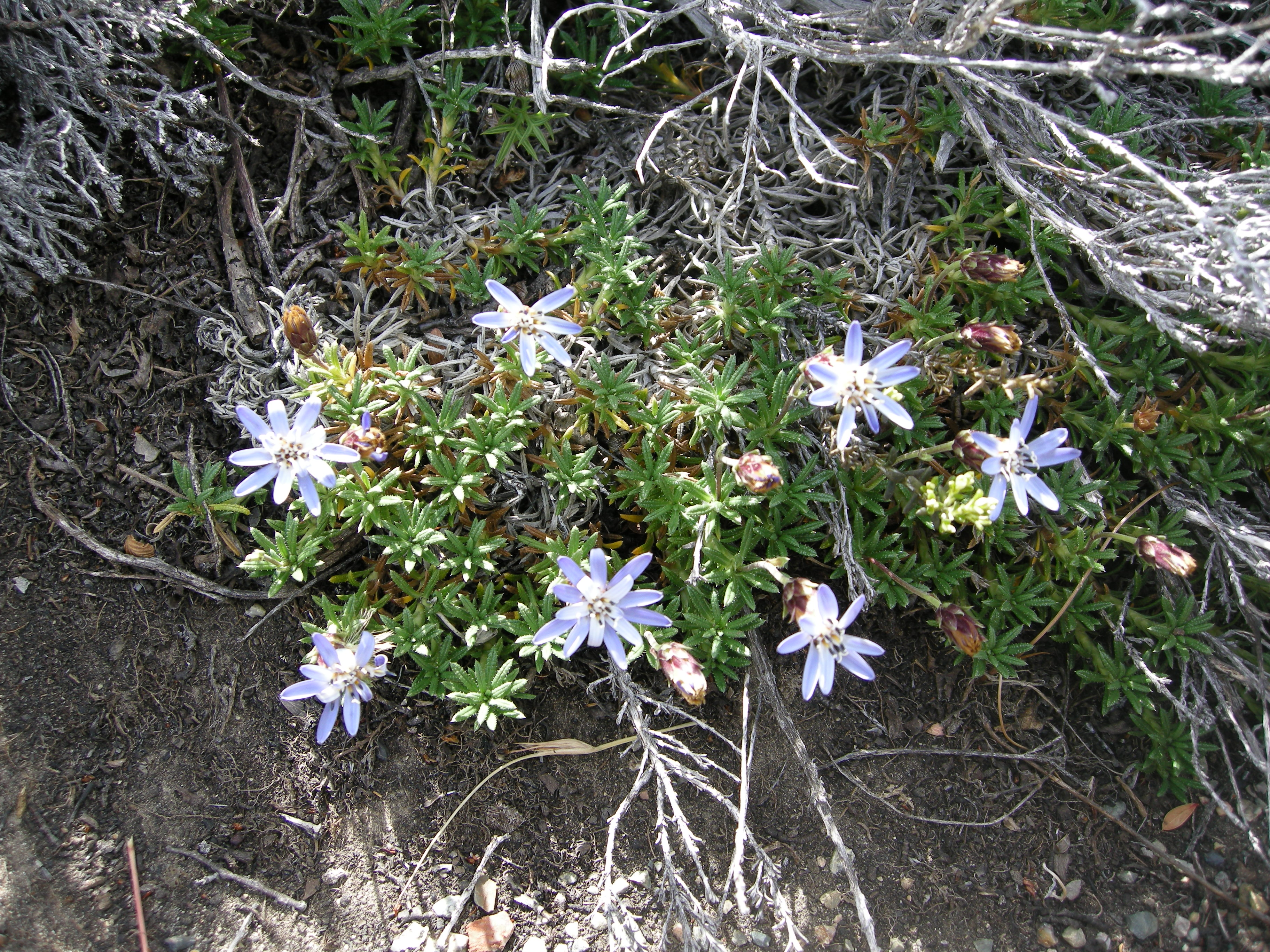
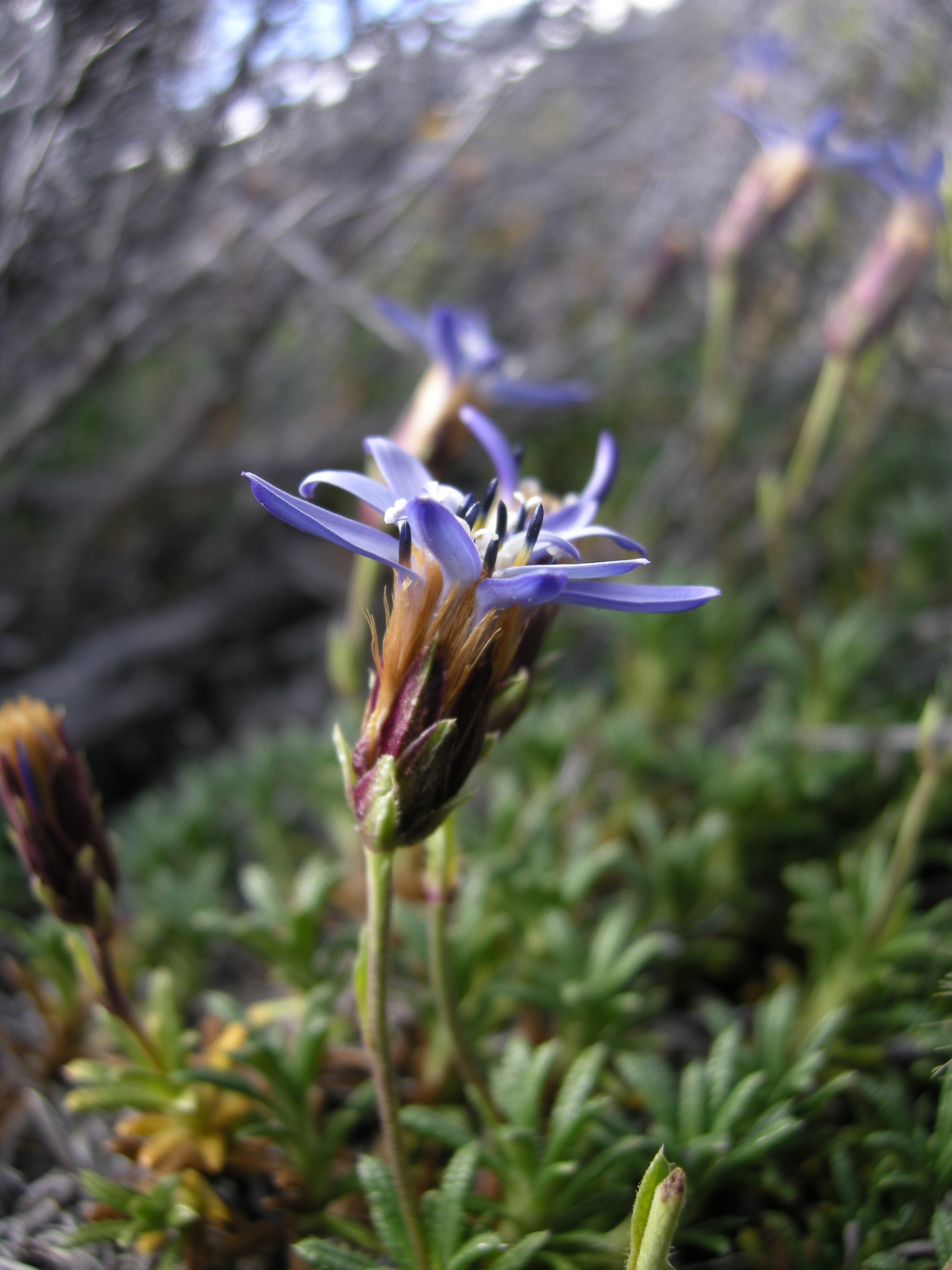

## Dottertaxa tillPerezia, i alfabetisk ordning[1]
- Perezia bellidifolia
- Perezia calophylla
- Perezia carduncelloides
- Perezia carthamoides
- Perezia catharinensis
- Perezia ciliaris
- Perezia ciliosa
- Perezia coerulescens
- Perezia delicata
- Perezia dicephala
- Perezia diversifolia
- Perezia eryngioides
- Perezia fonkii
- Perezia kingii
- Perezia lactucoides
- Perezia linearis
- Perezia lyrata
- Perezia macrocephala
- Perezia magellanica
- Perezia mandonii
- Perezia megalantha
- Perezia multiflora
- Perezia nutans
- Perezia pedicularidifolia
- Perezia pilifera
- Perezia pinnatifida
- Perezia poeppigii
- Perezia prenanthoides
- Perezia pungens
- Perezia purpurata
- Perezia pygmaea
- Perezia recurvata
- Perezia spathulata
- Perezia squarrosa
- Perezia sublyrata
- Perezia volcanensis